# فرانسيسكو ريبيرو
فرانسيسكو ريبيرو (بالبرتغالية: Francisco Ribeiro‏) (و. 1965 – 2010 م) هو ملحن، وموسيقي من البرتغال.
توفي عن عمر يناهز 45 عاماً. بسبب سرطان الكبد.

## وصلات خارجية
- فرانسيسكو ريبيرو على موقع IMDb (الإنجليزية)
- فرانسيسكو ريبيرو على موقع ميوزك برينز (الإنجليزية)
- فرانسيسكو ريبيرو على موقع أول ميوزيك (الإنجليزية)
- فرانسيسكو ريبيرو على موقع ديسكوغز (الإنجليزية)
- فرانسيسكو ريبيرو على موقع كينوبويسك (الروسية)

فرانسيسكو ريبيرو في قاعدة بيانات الأفلام على الإنترنت